# همه‌پرسی استقلال گرجستان ۱۹۹۱
همه‌پرسی استقلال در جمهوری شوروی سوسیالیستی گرجستان در 31 مارس 1991 برگزار شد که 99.5 درصد رأی دهندگان با موضوع آن موافقت کردند. 

## زمینه
این همه‌پرسی توسط شورای عالی گرجستان تصویب شد که در اولین انتخابات چند حزبی که در اکتبر ۱۹۹۰ در گرجستان شوروی برگزار شد، انتخاب شد و تحت سلطه بلوک طرفدار استقلال گرجستان بدون میزگرد به رهبری زویاد گامساخوردیا مخالف دوره شوروی بود. گرجستانی ها اکثراً رفراندوم سراسری اتحادیه درباره تأسیس یک فدراسیون جدید پس از فروپاشی شوروی و مذاکرات مربوط به یک معاهده اتحادیه جدید را در ۱۷ مارس تحریم کرده بودند.  در نتیجه این رویکرد، جمهوری گرجستان چهارمین جمهوری شوروی پس از سه جمهوری بالتیک شوروی ( لیتوانی در ۹ فوریه ۱۹۹۱ و لتونی و استونی در ۳ مارس) بودند که پیگیر سازماندهی یک همه‌پرسی کلی درباره موضوع استقلال خود بود. 
تنها سوال رفراندوم این بود: "آیا شما از بازگرداندن استقلال گرجستان مطابق با قانون اعلام استقلال گرجستان در ۲۶ مه ۱۹۱۸ حمایت می کنید؟" نتایج رسمی بیش از ۹۹ درصد موافق با ۹۰٫۶ درصد مشارکت رای دهندگان نشان داد.  به دلیل اختلافات قومی که ادامه دار هم بودند، این همه‌پرسی عمدتاً توسط جمعیت غیر گرجستانی ساکن در مناطق آبخازیا و اوستیای جنوبی  (بخش شمالی هنوز جزوی از شوروی بود) با تحریم مواجه شد.  
به فاصله چهار روز پس از اعلام نتایج نهایی، شورای عالی گرجستان به اتفاق آرا اعلامیه استقلال گرجستان از شوروی را در دومین سالگرد سرکوب تظاهرات مسالمت آمیز گرجی ها توسط ارتش شوروی در تفلیس در ۹ آوریل ۱۹۸۹ به تصویب رسانید و اینگونه گرجستان بالاخره به عنوان یک کشور شناخته شد  .
در هنگام این همه‌پرسی ، همزمان با دیدار خصوصی ریچارد نیکسون ، رئیس جمهور سابق ایالات متحده بود. وی پیش از سفر به مسکو در اواخر همان روز ، ابتدا از چند شعبه رای گیری در تفلیس پایتخت گرجستان بازدید کرد. 